# Catedrala din Amiens
Catedrala Notre Dame d’Amiens este un edificiu religios în Amiens, în Franța, construit în secolul al XIII-lea. În anul 1862 a fost clasificat ca monument istoric, în 1981 înregistrat monument cultural pe Lista Patrimoniului Mondial al UNESCO, este din 1998 și parte din Patrimoniul Mondial „Drumul lui Iacob în Franța“. Edificiul are (în afară de Catedrala din Beauvais, nefinalizată) cea mai înaltă boltă gotică (42,30 m), precum și o celebră sculptură monumentală și o fațadă impresionantă spre vest. Spre deosebire de aproape toate celelalte biserici din Evul Mediu, construcția ei nu a început cu corul, ci cu nava.
Notre-Dame d'Amiens este pe lângă Notre-Dame de Chartres și Notre-Dame de Reims una din cele trei catedrale clasice a goticului francez din secolul al 13 lea. A fost model arhitectural pentru Domul din Köln și multe secole mai târziu, pentru Catedrala Saint Patrick din New York.
Papa Pius al IX lea a ridicat Catedrala din Amiens în anul 1854 la rangul de Basilica minor.

## Clădire

### Dimensiuni
Catedrala din Amiens este astăzi cea mai mare biserică franceză a Evului Mediu. Lungimea exterioară este de 145 m, în interiorul 133,50 metri. De la sol la piatra finală, biserica este de 42.30 de metri. La vremea construcției ei a fost cea mai înaltă biserică din lume, depășită ulterior de Catedrala din Beauvais.
Nava, măsurată, este de la axa pilon la axa pilon, 14,60 metri lățime, culoarul 8,65 metri. Turnul central are o înălțime de 112,70 metri. Lungimea navei este de 62 de metri, lățimea de 29,30 metri. Suprafața pe care se sprijină catedrala, are dimensiunea de 7.700 m2, volumul este de 200.000 m3, ceea ce înseamnă dublul față de Notre-Dame de Paris.